# Frederik Nielsen
Pour les articles homonymes, voir Nielsen.
Frederik Løchte Nielsen, né le 27 août 1983 à Lyngby, est un joueur de tennis danois, professionnel entre 2001 et 2022.
Titré en double à Wimbledon en 2012, il est le seul joueur danois vainqueur d'un titre en Grand Chelem dans l'ère Open et le second depuis les débuts du tennis après son grand-père Kurt, vainqueur du double mixte à l'US National en 1957. Membre emblématique de l'équipe du Danemark de Coupe Davis dont il devient le capitaine en 2020, il y a joué plus de 100 matchs en 46 rencontres. Il a reçu un Davis Cup Commitment Award pour son engagement dans l'épreuve.

## Carrière
Frederik Nielsen remporte son premier tournoi Futures à Hanoï en 2003. Il détient 14 titres en simple sur ce circuit et 28 en double. Il a atteint trois finales en Challenger à Dublin en 2008, Loughborough en 2010 et Champaign en 2014. Il a disputé dix matchs sur le circuit ATP en étant principalement issu des qualifications mais n'en a pas gagné un seul. Il s'est notamment qualifié pour le tournoi de Stockholm en 2008 et 2009, pour l'Open d'Australie en 2012 et le tournoi de Winston-Salem en 2013.
Il connaît de meilleurs résultats en double puisqu'il a remporté 32 tournois Challenger, le premier à Rimouski en 2006 avec Kristian Pless et le dernier à Helsinki en 2019 avec Tim Pütz. Son partenaire le plus fréquent est le Suédois Johan Brunström. La paire remporte en effet huit titres secondaires (Sarajevo en 2008, Monza et Ségovia en 2011, Heilbronn en 2012, Tiburon, Fairfield et Knoxville en 2015, Manille en 2016), atteint deux finales sur le circuit ATP à Metz en 2012 et Auckland en 2013 et remporte le tournoi de Chennai en 2014.
En 2012, associé au Britannique Jonathan Marray et classé 111e mondial, il reçoit une wild card pour entrer dans le tableau principal du tournoi de Wimbledon. La paire se distingue en écartant lors des premiers tours les confirmés Granollers-López (63-7, 6-4, 7-64, 2-6, 7-5) et Qureshi-Rojer (7-65, 7-64, 64-7, 5-7, 7-5). Ils créent ensuite une grosse surprise en battant en demi-finale Bob et Mike Bryan, n°3 mondiaux (6-4, 7-69, 64-7, 7-65) puis en remportant le tournoi contre Robert Lindstedt et Horia Tecău (4-6, 6-4, 7-65, 657, 6-3). Ils deviennent les premiers vainqueurs de Wimbledon en double invités par les organisateurs. Il atteint le 25e rang à l'issue du tournoi. Cette victoire et d'autant plus remarquable pour Nielsen car il n'avait jusqu'à présent jamais remporté un match sur le circuit principal. Ce résultat leur permet de participer au Masters. Ils y atteignent les demi-finales grâce à deux victoires en poules et s'inclinent face aux futurs vainqueurs, les Espagnols Marcel Granollers et Marc López.
En 2013, il atteint les demi-finales du Masters de Miami avec Grigor Dimitrov. Malgré son nouveau statut, il continue à joueur aussi bien des tournois Futures que des Challengers et ne parvient pas à confirmer son exploit. Le 4 octobre 2015, il remporte avec Johan Brunström le Challenger de Tiburon. Cette victoire est remarquable de par le fait que Nielsen avait auparavant joué et remporté dans la même journée un match dans un autre tournoi (en qualifications à Sacramento face à Reilly Opelka).
Après quatre années passées dans l'ombre, il réapparait en 2018 à l'occasion du tournoi de Wimbledon, où il parvient jusqu'en demi-finale avec son partenaire britannique Joe Salisbury. Ce résultat marque son retour dans le top 100 en double et le pousse à se spécialiser dans la discipline à plein temps. Associé à l'Allemand Tim Pütz, il s'adjuge le tournoi de Munich en 2019 et atteint les quarts de finale à Roland-Garros en 2020.
Il met fin à sa carrière en 2022 après les barrages de la Coupe Davis et devient entraîneur national pour la Fédération danoise de tennis.

## Palmarès

### Titres en double messieurs
| No | Date       | Nom et lieu du tournoi      | Catégorie | Dotation    | Surface      | Partenaire      | Finalistes                     | Score                     |          |
| -- | ---------- | --------------------------- | --------- | ----------- | ------------ | --------------- | ------------------------------ | ------------------------- | -------- |
| 1  | 25-06-2012 | The Championships Wimbledon | G. Chelem | 7 285 200 £ | Gazon (ext.) | Jonathan Marray | Robert Lindstedt Horia Tecău   | 4-6, 6-4, 7-65, 65-7, 6-3 | Parcours |
| 2  | 30-12-2013 | Aircel Chennai Open Chennai | ATP 250   | 399 985 $   | Dur (ext.)   | Johan Brunström | Marin Draganja Mate Pavić      | 6-2, 4-6, [10-7]          | Parcours |
| 3  | 29-04-2019 | BMW Open by FWU Munich      | ATP 250   | 524 340 €   | Terre (ext.) | Tim Pütz        | Marcelo Demoliner Divij Sharan | 6-4, 6-2                  | Parcours |

### Finales en double messieurs
| No | Date       | Nom et lieu du tournoi         | Catégorie | Dotation  | Surface      | Vainqueurs                           | Partenaire       | Score      |          |
| -- | ---------- | ------------------------------ | --------- | --------- | ------------ | ------------------------------------ | ---------------- | ---------- | -------- |
| 1  | 17-09-2012 | Moselle Open Metz              | ATP 250   | 398 250 € | Dur (int.)   | Nicolas Mahut Édouard Roger-Vasselin | Johan Brunström  | 7-63, 6-4  | Parcours |
| 2  | 07-01-2013 | Heineken Open Auckland         | ATP 250   | 433 400 $ | Dur (ext.)   | Colin Fleming Bruno Soares           | Johan Brunström  | 7-61, 7-62 | Parcours |
| 3  | 08-04-2019 | Grand-Prix Hassan II Marrakech | ATP 250   | 524 340 € | Terre (ext.) | Jürgen Melzer Franko Škugor          | Matwé Middelkoop | 6-4, 7-66  | Parcours |

## Parcours dans les tournois duGrand Chelem

### En simple
| Année | Open d'Australie | Open d'Australie | Internationaux de France | Internationaux de France | Wimbledon | Wimbledon | US Open | US Open |
| ----- | ---------------- | ---------------- | ------------------------ | ------------------------ | --------- | --------- | ------- | ------- |
| 2012  | 1er tour (1/64)  | K. Anderson      | —                        | —                        | —         | —         | —       | —       |

N.B. : à droite du résultat se trouve le nom de l'ultime adversaire.

### En double
| Année | Open d'Australie             | Open d'Australie            | Internationaux de France     | Internationaux de France | Wimbledon                   | Wimbledon                | US Open                       | US Open                   |
| ----- | ---------------------------- | --------------------------- | ---------------------------- | ------------------------ | --------------------------- | ------------------------ | ----------------------------- | ------------------------- |
| 2012  | 1er tour (1/32) T. Kamke     | P. Andújar G. García-López  | —                            | —                        | Victoire J. Marray          | R. Lindstedt H. Tecău    | 2e tour (1/16) J. Marray      | J. Levine M. Matosevic    |
| 2013  | 1er tour (1/32) J. Brunström | S. Bolelli F. Fognini       | 2e tour (1/16) G. Dimitrov   | A. Peya B. Soares        | 2e tour (1/16) G. Dimitrov  | J. Benneteau N. Zimonjić | 2e tour (1/16) E. Butorac     | B. Bryan M. Bryan         |
| 2014  | 2e tour (1/16) J. Brunström  | J. Benneteau Roger-Vasselin | 1er tour (1/32) J. Brunström | M. Granollers M. López   | 2e tour (1/16) J. Brunström | M. Llodra N. Mahut       | —                             | —                         |
| 2015  | —                            | —                           | —                            | —                        | 1/8 de finale J. Marray     | Ivan Dodig Marcelo Melo  | —                             | —                         |
| 2016  | —                            | —                           | 1er tour (1/32) G. Müller    | P. Cuevas M. Granollers  | 1er tour (1/32) G. Müller   | R. Klaasen Rajeev Ram    | 2e tour (1/16) R. Bopanna     | Brian Baker M. Daniell    |
| 2017  | —                            | —                           | —                            | —                        | —                           | —                        | —                             | —                         |
| 2018  | —                            | —                           | —                            | —                        | 1/2 finale Joe Salisbury    | R. Klaasen M. Venus      | 1er tour (1/32) Joe Salisbury | Julio Peralta H. Zeballos |
| 2019  | 1/8 de finale M. Demoliner   | R. Klaasen M. Venus         | 1/8 de finale Robin Haase    | J. S. Cabal Robert Farah | 1/8 de finale Robin Haase   | R. Klaasen M. Venus      | —                             | —                         |
| 2020  | 1er tour (1/32) Tim Pütz     | John Peers M. Venus         | 1/4 de finale Tim Pütz       | J. S. Cabal Robert Farah | Annulé                      | Annulé                   | —                             | —                         |
| 2021  | 1er tour (1/32) Nikola Čačić | J. Duckworth Marc Polmans   | 1er tour (1/32) A. Molteni   | Ivan Dodig Filip Polášek | —                           | —                        | 2e tour (1/16) V. Pospisil    | K. Krawietz Horia Tecău   |
| 2022  | 2e tour (1/16) M. Daniell    | Rajeev Ram Joe Salisbury    |                              |                          |                             |                          |                               |                           |

N.B. : le nom du partenaire se trouve sous le résultat ; le nom des ultimes adversaires se trouve à droite.

### En double mixte
| Année | Open d'Australie           | Open d'Australie      | Internationaux de France     | Internationaux de France | Wimbledon                    | Wimbledon               | US Open | US Open |
| ----- | -------------------------- | --------------------- | ---------------------------- | ------------------------ | ---------------------------- | ----------------------- | ------- | ------- |
| 2013  | 1er tour (1/32) S. Lisicki | J. Gajdošová M. Ebden | 2e tour (1/16) Hsieh Su-Wei  | Cara Black A. Qureshi    | 1/8 de finale S. Arvidsson   | L. Raymond B. Soares    | —       | —       |
| 2019  | —                          | —                     | 1er tour (1/32) K. Christian | G. Dabrowski Mate Pavić  | 1er tour (1/32) K. Christian | Zheng Saisai J. Vliegen | —       | —       |

N.B. : le nom de la partenaire se trouve sous le résultat ; le nom des ultimes adversaires se trouve à droite.

## Participation auMasters

### En double
| Année | Ville              | Surface    | Partenaire      | Résultats | Résultat final |
| ----- | ------------------ | ---------- | --------------- | --------- | -------------- |
| 2012  | Londres (O2 Arena) | Dur indoor | Jonathan Marray | 2v, 2d    | Demi-finaliste |

## Classement ATP en fin de saison
| Année          | 2002 | 2003 | 2004 | 2005 | 2006 | 2007 | 2008 | 2009 | 2010 | 2011 | 2012 | 2013 | 2014 | 2015 | 2016 | 2017 | 2018 | 2019 | 2020 | 2021 |
| Rang en double | 1008 | 1181 | 289  | 290  | 232  | 185  | 180  | 177  | 166  | 99   | 21   | 60   | 93   | 108  | 144  | 246  | 59   | 48   | 55   | 94   |

Source : (en) Classements de Frederik Nielsen sur le site officiel de la Fédération internationale de tennis